# Січових Стрільців, 24
Будинок № 24 — садиба другої половини XIX століття, зведена в цегляному стилі, колишні Бессарабські казарми, в яких 1918 року розквартировувалися Січові Стрільці. Розташована на вулиці Січових Стрільців (Київ).

## Історія ділянки
Садиба № 16 (за тогочасною нумерацією) сформувалася вздовж червоної лінії забудови Львівської вулиці (тепер — вулиці Січових Стрільців) на ділянці, яка пролягала вглиб до долини струмка Кудрявець. Станом на 1882 рік вона належала Фемистоклу Попандопулу. Згодом нею володів інший грек Іван Толлі, який у 1884—1887 був київським міським головою.
Спочатку тут була цегляна одноповерхова кам'яниця із фасадом на вулицю. Згодом єврейська лікарня, яка орендувала у 1876—1885 роках садибу, на подвір'ї для своїх потреб збудувала дерев'яні корпуси. На території садиби була криниця.
У 1886—1900 роках у головному будинку жив професор Софійського духовного училища, гласний міської думи Микола Хойнацький. 1886 року на його замовлення архітектор Едуард Брадтман спорудив другий поверх. Пізніше ліворуч добудували двоповерхову будівлю з проїздом. У наступні роки садибу успадкувала жінка професора Марія Хойнацька та його діти.
Близько 1922 року будівлю націоналізували більшовики.

## Бессарабські казарми

Меморіальна дошка Є. Коновальцю на будинку № 24

1900 року садибу орендувало військове відомство. Тут до початку Першої світової війни й у 1918 році розквартировувався 129-й піхотний Бессарабський полк. У ньому служили офіцери-випускники Київського піхотного училища і солдати, набрані здебільшого з Київської, Подільської та Волинської губерній.
Під час Першої світової війни в казармах розмістився Київський караульний полк, який 1917 року українізували та перейменували на 1-й Український запасний, з осені 1917 року — 3-й Сердюцький полк імені гетьмана Петра Дорошенка, згодом — 1-й Запорізький піший полк імені Петра Дорошенка. На чолі частини в різні часи стояли генерал-полковник армії УНР Олександр Загродський (1889—1968) і полковник Іван Литвиненко (1891—1947).
У листопаді 1917 року на території  казарм організували Галицько-Буковинський курінь Січових Стрільців, який очолив Євген Коновалець (1891—1938). З-поміж активних організаторів куреня були Василь Дідушок, Кость Воєвідка, Федір Черник, Іван Чмола, Роман Дашкевич, Андрій Мельник, Роман Сушко, Дмитро Герчанівський, Василь Кучабський та інші. Через кілька днів підрозділ перевели до будівлі духовної семінарії (тепер — Національна академія образотворчого мистецтва і архітектури на  Вознесенському узвозі, 20). З 26 березня до 31 квітня 1918 року 1-й полк Січових стрільців знову розквартировувався у Бессарабських казармах.
У День соборності України, 22 січня 2017 року, на будинку № 24 відкрили меморіальну дошку Євгену Коновальцю (автор — скульптор Олександр Михайлицький). На урочистостях були присутні віцепрем'єр-міністр Павло Розенко, міністр культури Євген Нищук, ветерани російсько-української війни, учні військової школи імені Євгена Коновальця та інші.

Січові Стрільці, 1918 рік
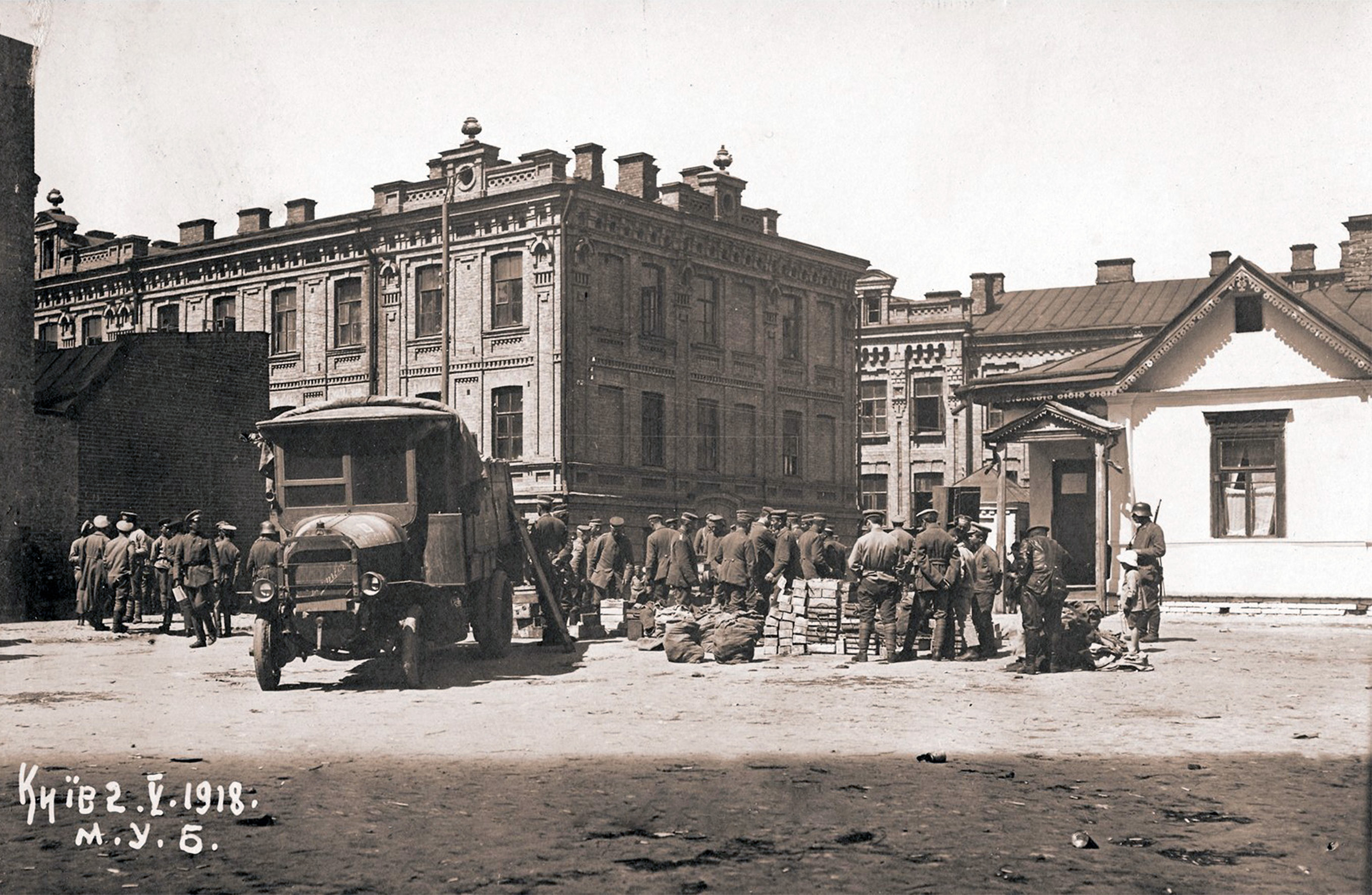
Бессарабські казарми
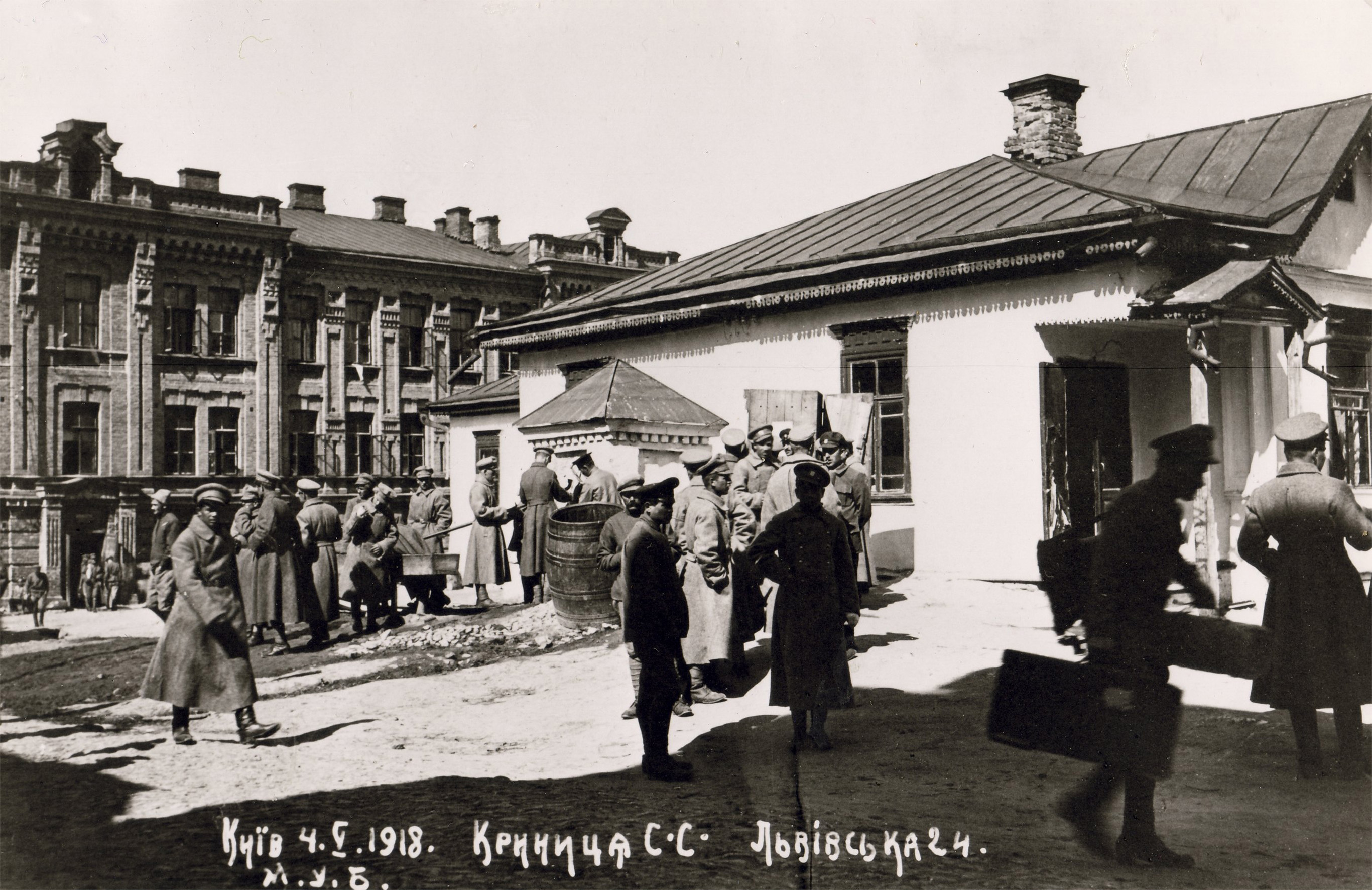
Криниця на території казарми
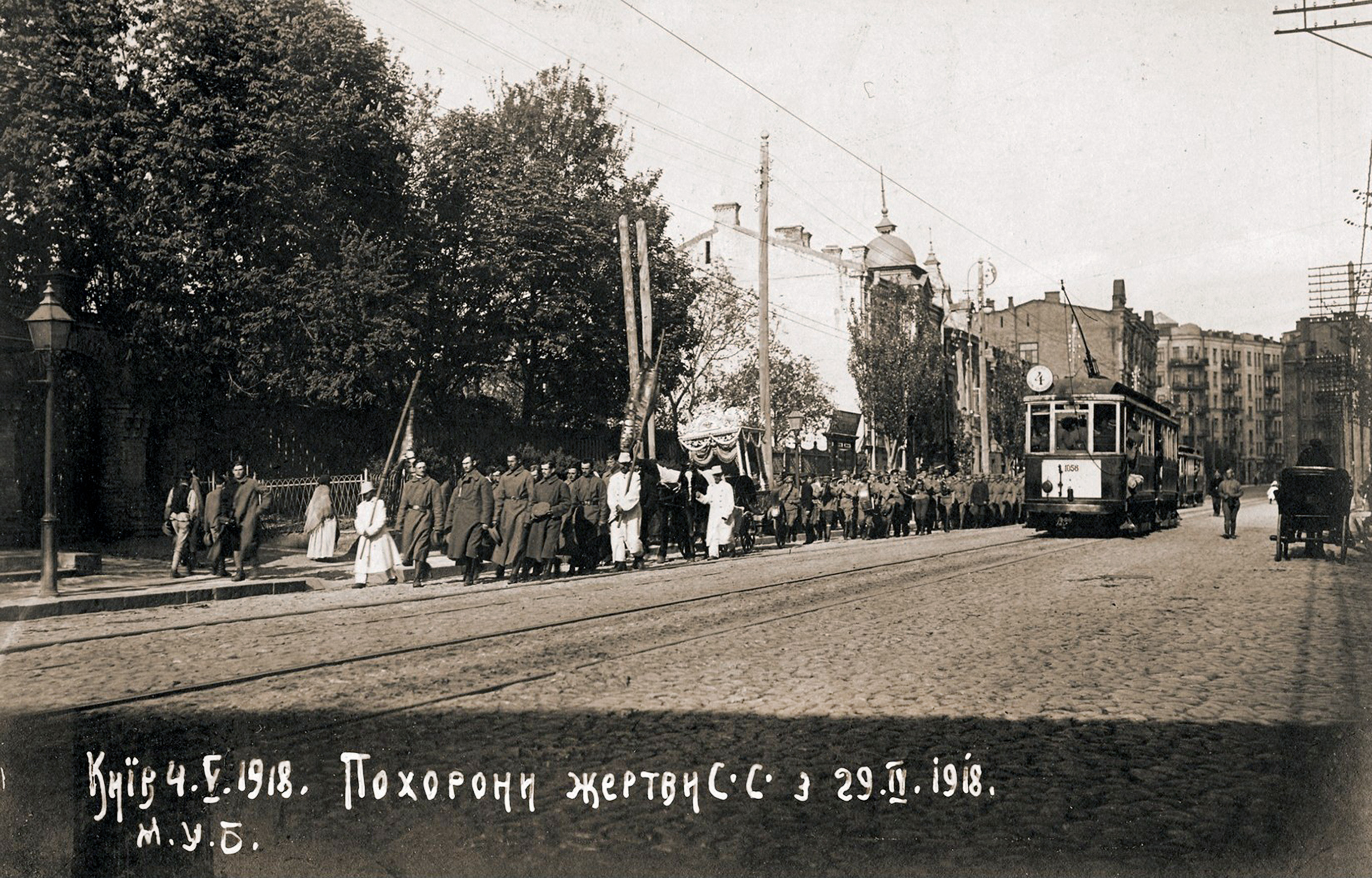
Похорон загиблого січового стрільця. Біля Бессарабських казарм

## Використання будівлі у ХХ— ХХІ сторіччях

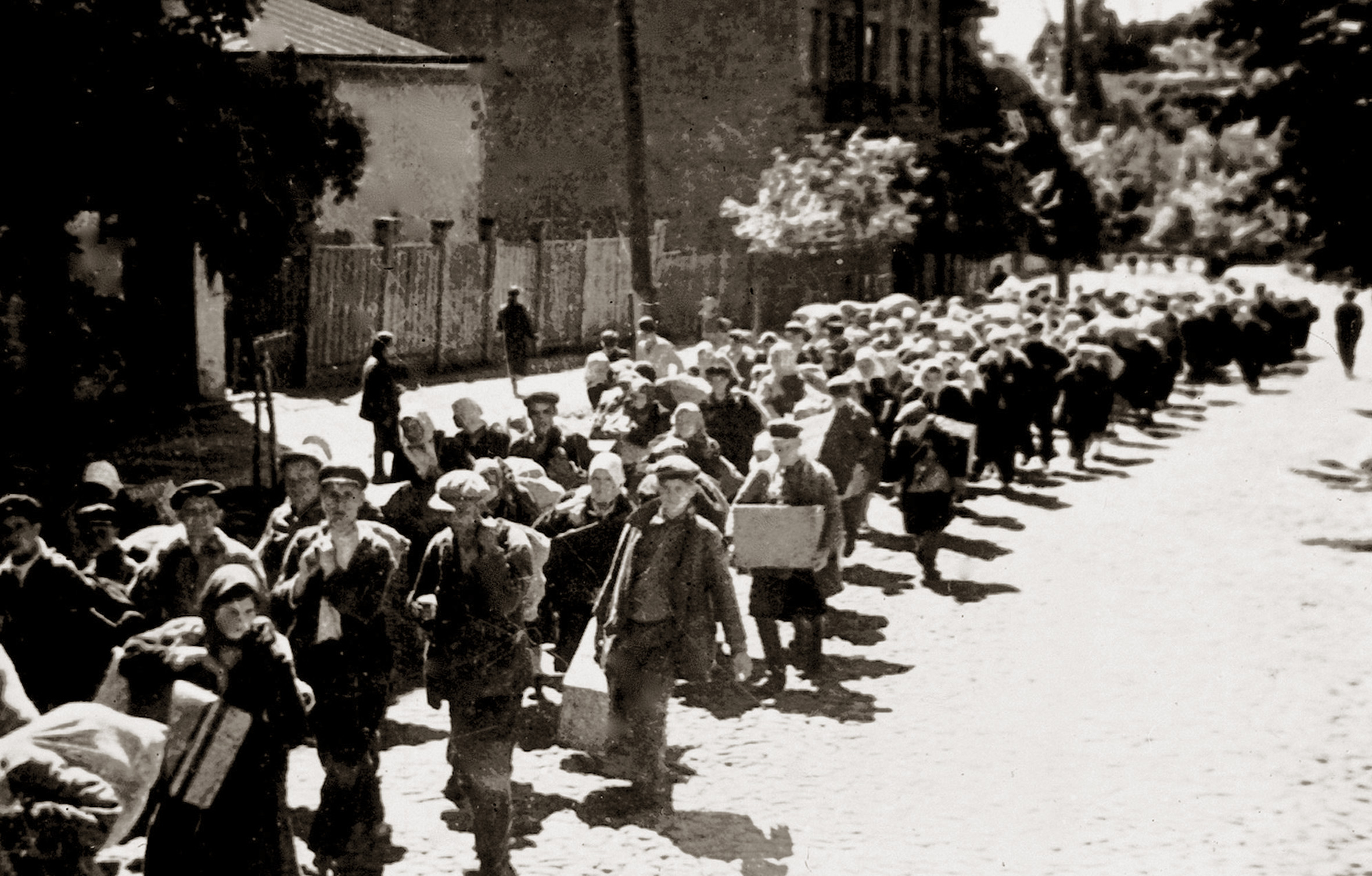
Перед пунктом відправлення остарбайтерів. З боку теперішньої вулиці Івана Драча, 1942

У 1919—1941 роках у казармах розмістили підрозділи 45-ї Київської дивізії. Напередодні окупації Києва приміщення займав штаб Київського укріпленого району. Німецькі окупанти садибу перетворили на пункт відправлення остарбайтерів. За повідомленням Київської міської управи з Києва до кінця 1942 року на примусові праці до Німеччини вивезли близько 29 000 осіб, а всього з Київщини — близько 170 тисяч осіб.
Після Німецько-радянської війни садибу повернули військовому відомству. Окремі приміщення займали редакції військових газет Київського округу.
Після здобуття незалежності споруди використовують Управління професійно-технічної освіти МОН України та Київський військовий гарнізон. Ще одна будівля пристосована під житловий будинок.

## Архітектура

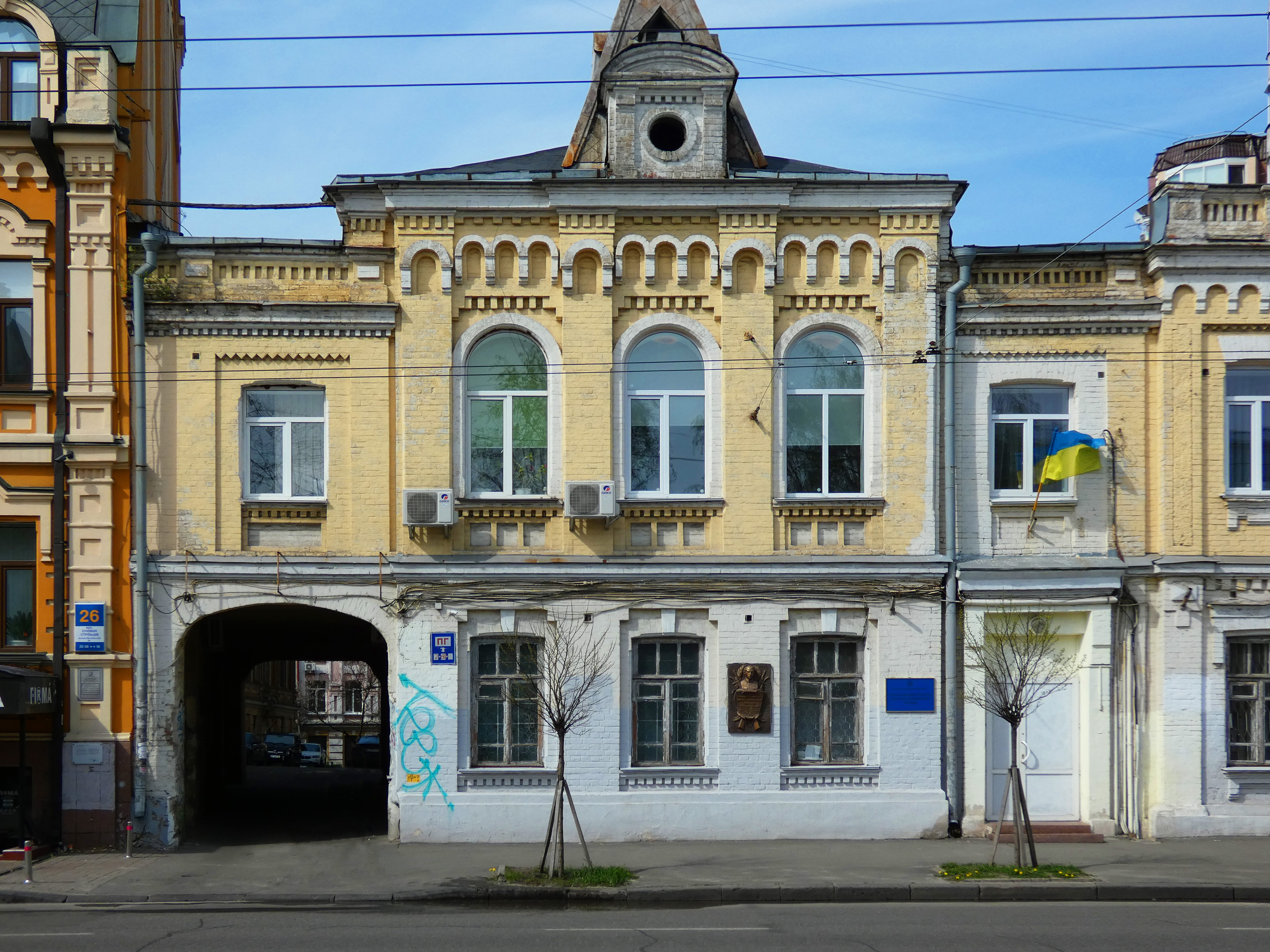
Добудоване крило з проїздом

### Головний будинок
Головний будинок — двоповерховий, цегляний, прямокутний у плані. Має плоскі перекриття. Будівля складається з двох різночасових частин: лівого п'ятивіконного і правого семивіконного об'ємів. Композиція їхніх фасадів симетрична.
Права частина фланкована ризалітами, які увінчані прямокутними аттиками. Лівий об'єм прикрашає чотиригранна наметова банька.
У цілому будинок розчленований на яруси. Ритмічність фасаду досягнута чергуванням аркових та прямокутних віконних отворів.
Цегляний декор стриманий. Фризи оформлені арочками.

### Будівлі у подвір'ї
1897 року у подвір'ї спорудили дві триповерхові цегляні будівлі у цегляному стилі.